# Vito Dumas
Vito Dumas (* 26. September 1900 in Palermo, Buenos Aires; † 28. März 1965 in Tigre, Gran Buenos Aires) war ein argentinischer Einhandsegler und Schriftsteller.

## Leben
Mit 25 Jahren stellte Dumas 1925 einen Weltrekord im Langstreckenschwimmen auf.
Am 13. Dezember 1931 verließ Dumas mit seinem Schiff Legh den Hafen von Arcachon (Département Gironde) und erreichte nach 121 Tagen den Hafen von Buenos Aires.
Mitten im Zweiten Weltkrieg, am 27. Juni 1942, brach Dumas zu seiner Weltreise auf und kehrte am 7. September 1943 wohlbehalten wieder in seine Heimatstadt Buenos Aires zurück. Sein Schiff war eine Ketsch; damit schaffte er es, als erster Einhandsegler auf einer Reise alle drei großen Kaps (Kap der guten Hoffnung, Kap Leeuwin, Kap Hoorn) zu umrunden. Die Reise führte u. a. über Kapstadt, Wellington, Valparaíso und Mar del Plata.
Im September 1945 segelte Dumas mit seiner Legh II. von Buenos Aires nach New York, 1955 mit seinem neuen Schiff, der Sirio, erneut.
Am 28. März 1965 starb Dumas im Alter von über 64 Jahren an einem Schlaganfall in Tigre und fand auf dem Cementerio de la Chacarita (Buenos Aires) seine letzte Ruhestätte im dortigen Panteón Centro Naval.

## Werke (Auswahl)
- Alone Through the Roaring Forties. TAB Books 2001, ISBN 0-07-137611-9.
- Auf unmöglichem Kurs („Los cuarentas Bramadores“). Brockhaus, Wiesbaden 1950.
- Mis viajes.
- Solo, rumbo a la Cruz del Sur.

## Ehrung
- In Buenos Aires ist eine Straße nach Vito Dumas benannt.
- 2022: Aufnahme die in die neu geschaffene Cape Horn Hall of Fame als einer der ersten 28 Mitglieder (englisch Inductees)[1]